# Obština Bracigovo
Obština Bracigovo (bulharsky Община Брацигово) je bulharská jednotka územní samosprávy v Pazardžické oblasti. Leží ve středním Bulharsku na severních svazích Západních Rodopů. Správním střediskem je město Bracigovo, kromě něj obština zahrnuje 6 vesnic. Žije zde necelých 9 tisíc stálých obyvatel.

## Sídla
Všechna sídla v obštině jsou samosprávná.
| - Bjaga - Bracigovo (sídlo správy) - Isperichovo | - Kozarsko - Ravnogor | - Rozovo - Žrebičko |

## Sousední obštiny
| Růžice kompasu |         | Pazardžik         | Stambolijski | Růžice kompasu |
| Růžice kompasu | Peštera | Sever             | Kričim       | Růžice kompasu |
| Růžice kompasu | Peštera | Obština Bracigovo | Kričim       | Růžice kompasu |
| Růžice kompasu | Peštera | Jih               | Kričim       | Růžice kompasu |
| Růžice kompasu | Batak   |                   | Devin        | Růžice kompasu |

## Obyvatelstvo
V obštině žije 8 479 stálých obyvatel a včetně přechodně hlášených obyvatel 9 678. Podle sčítáni 1. února 2011 bylo národnostní složení následující:
- Bulhaři: 7 652 (87.3 %)
- Turci: 650 (7.4 %)
- Romové: 395 (4.5 %)
- ostatní: 71 (0.8 %)